# 安塔蓬戈山 (萬坦區)
12°32′10″S 75°40′22″W / 12.53611°S 75.67278°W
安塔蓬戈山（Anta P'unqu），是秘魯的山峰，位於該國中南部利馬大區，由堯約斯省的萬坦區負責管轄，屬於秘魯中部山脈的一部分，海拔高度4,800米。